# Алексіяновка
Алексіяновка (рос. Алексияновка)  — присілок Гагарінського району Смоленської області Росії. Входить до складу Самуйловського сільського поселення.
Населення —  2 особи. 